# تاس‌ماهی‌سانان

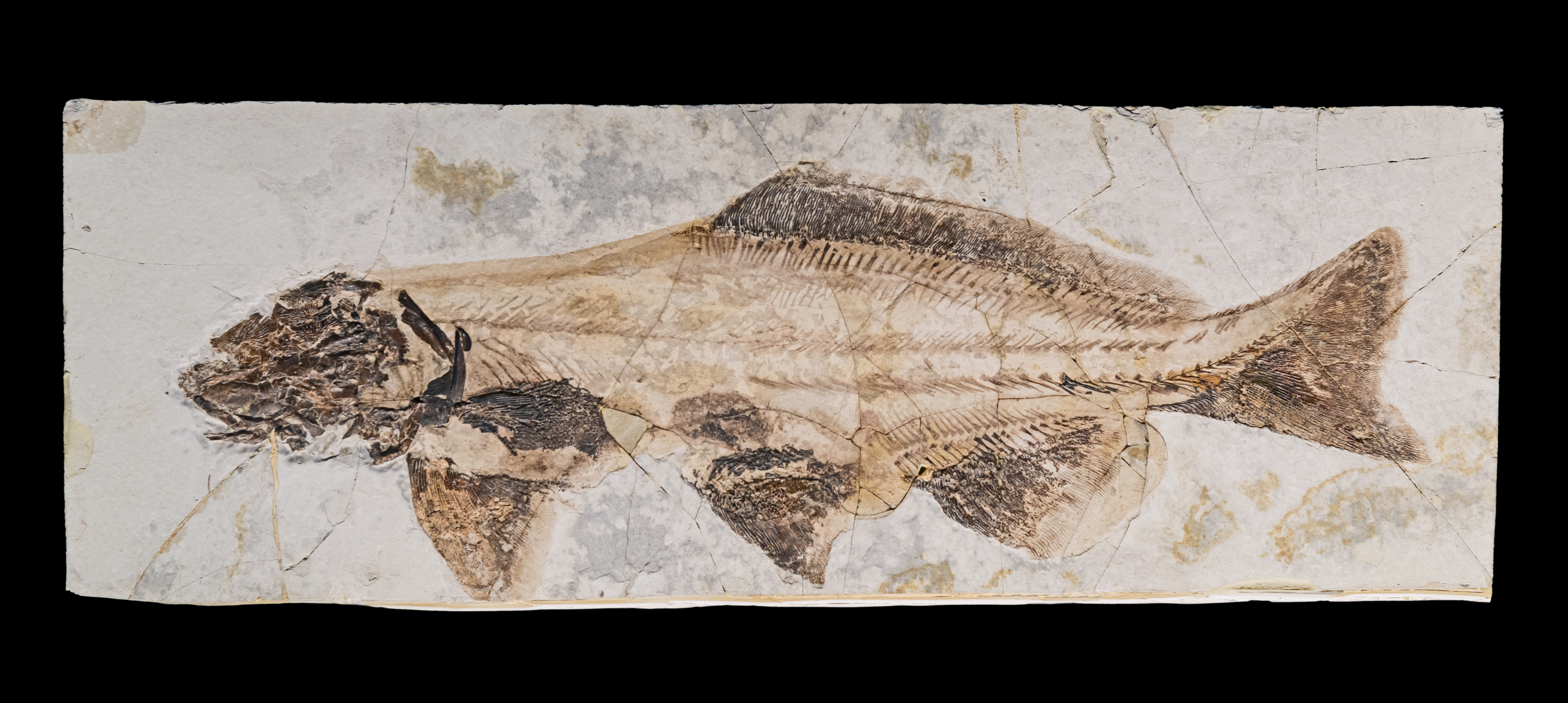
Yanosteus longidorsalis

تاس‌ماهی‌سانان (Acipenseriformes) نام راسته‌ای از ماهیان پرتوباله است که شامل خانواده‌های ماهیان خاویاری و پوزه‌پارویی‌ها و چند خانوادهٔ منقرض شده دیگر می‌شود.